# Chromodoris lochi
Chromodoris lochi е вид пъстър морски голохрил охлюв от семейство Chromodorididae.

## Разпространение
Този вид се среща в тропическите води на централния индо-тихоокеански регион и е известно, че варира от Малайзия, Индонезия и Филипини до Фиджи и северното крайбрежие на Австралия.

## Описание
Охлювът е син или синкаво-бял с бял ръб и обикновено тъмни или черни линии, преминаващи по мантията и мускулестия крак. На дължина достига най-малко 4 см.
Този вид е много сходен на външен вид с Chromodoris willani, Chromodoris boucheti и Chromodoris dianae и може да бъде трудно да се различи. Неговата най-отличителна черта е равномерното оцветяване на мантията и липсата на бели петънца, които присъстват в някои от другите видове.

## Хранене
Видът се храни с водни гъби, като Cacospongia mycofijiensis и Semitaspongia от семейство Thorectidae.

## Размножаване
Те са хермафродити и произвеждат както яйцеклетки, така и сперматозоиди. След оплождане произвеждат планктонни ларви, които имат черупка, предпазваща ги докогато се развият до окончателната си форма, след което я губят.